# احساسات ضد اسلاو

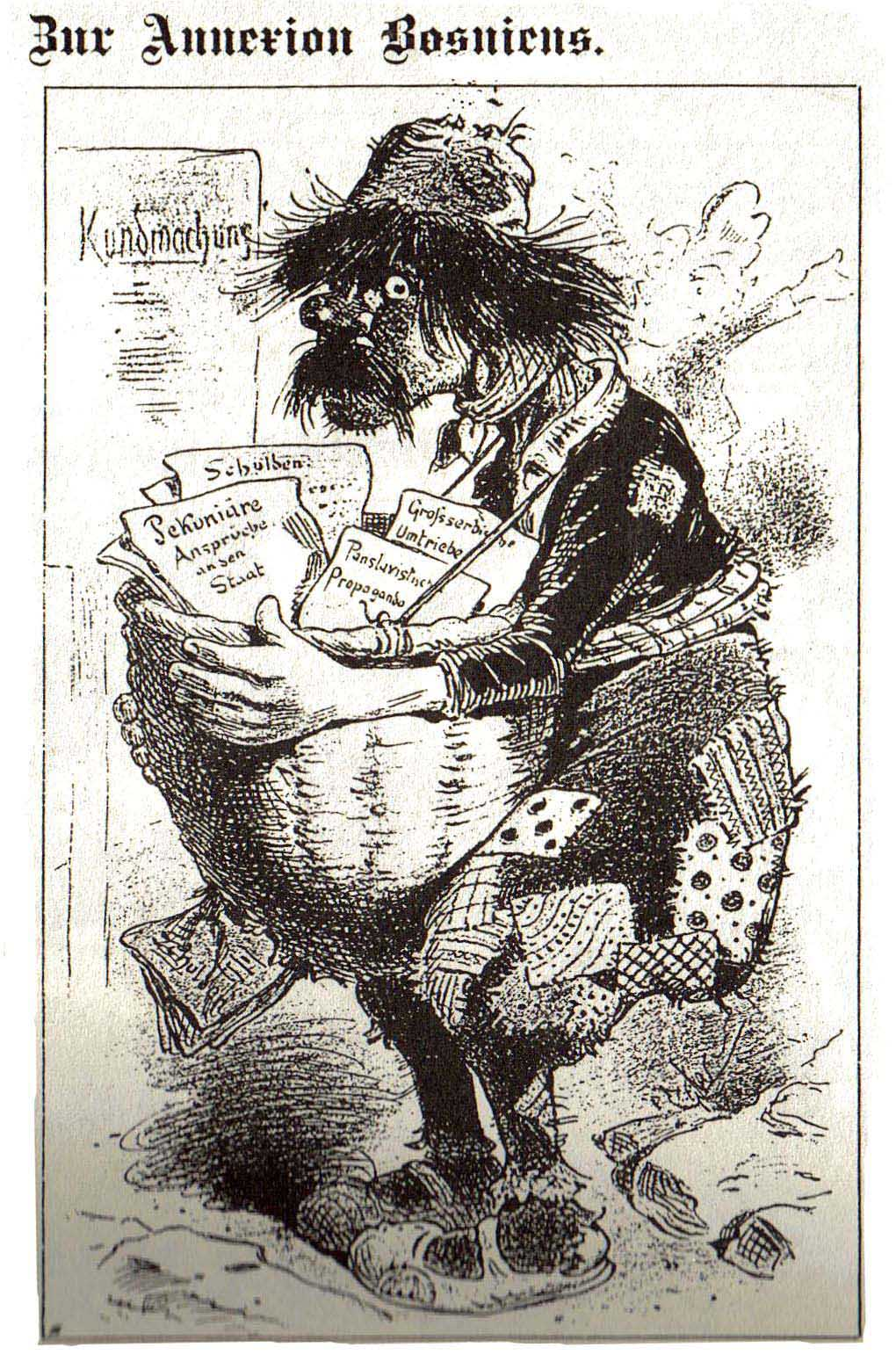
کاریکاتورهای سیاسی دهه 1900 ، ضد اقوام اسلاو

احساسات ضد اسلاو (انگلیسی: Anti-Slavic sentiment) همچنین به عنوان اسلاو هراسی شناخته می‌شود، شکلی از نژادپرستی یا بیگانه‌هراسی، به نگرش‌های منفی مختلف نسبت به مردم اسلاو اشاره دارد، رایج‌ترین تظاهر این ادعا است که ساکنان ملل اسلاو از سایر اقوام پست‌تر هستند. اسلاو ستیزی در طول جنگ جهانی دوم به اوج خود رسید، زمانی که آلمان نازی اسلاوها، به ویژه لهستانی‌های همسایه را دون‌انسان اعلام کرد و قصد داشت اکثریت مردم اسلاو را نابود کند.